# Chasmataspidida
Chasmataspidida (thường được gọi không chính thức là chasmataspids ) là một nhóm đã tuyệt chủng hiếm động vật chân kìm vật chân đốt.Chasmataspids có lẽ liên quan đến cua móng ngựa (lớp đuôi kiếm) và/hoặc bọ cạp biển (Eurypterida).  Thật vậy, các loài đầu tiên được phát hiện đều được cho là bất thường cua móng ngựa hóa thạch, trong khi các loài này sau đó được thường dựa trên các mẫu ban đầu xác định nhầm là eurypterids. Có một số bằng chứng cho thấy chasmataspids đã có mặt trong thời gian cuối Cambri và nhóm này được biết đến rải rác trong các hóa thạch thông qua vào giữa Devon. Chasmataspids có thể dễ dàng nhận thấy nhất bởi có một bụng chia thành một bộ phận trước ngắn (hoặc mesosoma) và một hindpart còn (hoặc metastoma) gồm chín đoạn. Có một số cuộc tranh luận về việc liệu chúng hình thành một cách tự nhiên (tức là đơn ngành nhóm).

## Phân loại
- † Chasmataspidida Caster & Brooks, 1956
  - = † Diploaspidida Simonetta & Delle Cave, 1978
- † Chasmataspididae Caster & Brooks, 1956
  - † Chasmataspis Caster & Brooks, 1956
    - † Chasmataspis laurencii Caster & Brooks, 1956 - Ordovic Tennessee, USA
- † Diploaspididae Stormer, 1972
  - = † Heteroaspididae Stormer, 1972
  - † Achanarraspis Anderson, Dunlop & Trewin, 2000
    - † Achanarraspis reedi Anderson, Dunlop & Trewin, 2000 - Devon của Scotland

  - † Diploaspis Stormer, 1972
    - = † Heteroaspis Stormer, 1972
    - † Diploaspis casteri Stormer, 1972 - Devon của Đức
      - = † Heteroaspis novojilovi Stormer, 1972 - Devon của Đức

    - † Diploaspis muelleri Poschmann, Anderson & Dunlop, 2005 - Devon của Đức

  - † Forfarella Dunlop, Anderson & Braddy, 1999
    - † Forfarella mitchelli Dunlop, Anderson & Braddy, 1999 - Devon của Scotland

  - † Loganamaraspis Tetlie & Braddy, 2004
    - † Loganamaraspis dunlopi Tetlie & Braddy, 2004 - Silur Scotland

  - † Octoberaspis Dunlop, 2002
    - † Octoberaspis ushakovi Dunlop, 2002 - Devon của Severnya Zemlya, Nga
- Diploaspidae incertae sedis
  - † ' Eurypterus '
    - † ' Eurypterus ' stoermeri Novojilov, 1959 - Devon của Siberia